# Maguen David Adom

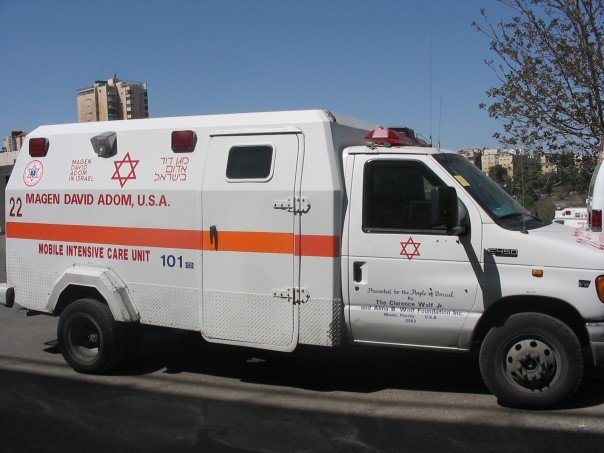
Una de les ambulàncies de vigilància intensiva cuirassada del districte de Jerusalem. Aquestes unitats compleixen un paper crucial en els atemptats terroristes.

Emblema del Magem David Adom amb el diamant vermell.

Emblema del Magen David Adom

El Maguen David Adom (en hebreu: מגן דוד אדום) (en català: Estrella de David Vermella) d'Israel és el servei nacional d'emergència i assistència mèdica i ambulància, així com banc de sang. És membre de ple dret de la Federació Internacional de Societats de la Creu Roja i de la Mitja Lluna Roja.
El Maguen David Adom va ser creat en l'any 1930 com una iniciativa voluntària amb seu a la ciutat de Tel-Aviv, posteriorment es va estendre a Jerusalem, i a Haifa. Passant a tenir presència nacional 5 anys després, proveint suport mèdic a la població civil, i als membres del Haganà. En l'any 1950 la Kenésset va aprovar la legislació que va convertir Maguen David Adom en el servei nacional mèdic d'emergència d'Israel.

## Relacions amb el moviment internacional de la Creu Roja
Des de la seva creació fins a l'any 2006 el Comitè Internacional de la Creu Roja (CICR) li va negar el reconeixement al Maguen David Adom per negar-se a reemplaçar l'estel de David vermell per la Creu Roja. Les raons corresponen a la conferència de la Convenció de Ginebra de 1929 que va identificar només tres símbols (creu vermella, mitja lluna vermella, i el lleó i el sol vermell), i va prohibir l'ús d'altres simbols en el futur (l'estel vermell de David va ser remesa al CICR en l'any 1931).
Amb l'aprovació d'un tercer emblema en el mes de desembre de l'any 2005 Maguen David Adom va estar en condicions de comptar amb l'aprovació del CICR i d'ingressar a la Federació Internacional de Societats de la Creu Roja i de la Mitja Lluna Roja. El 22 de juny de 2006, MDA va ser reconeguda pel CICR i admès com a membre de ple dret.